# Deania calcea
Deania calcea é uma espécie de peixe pertencente à família Centrophoridae.
A autoridade científica da espécie é Lowe, tendo sido descrita no ano de 1839.

## Portugal
Encontra-se presente em Portugal, onde é uma espécie nativa.
O seu nome comum é sapata.

## Descrição
Trata-se de uma espécie marinha. Atinge os 80 cm de comprimento total, com base de indivíduos de sexo indeterminado.